# The Vicar of Dibley
The Vicar of Dibley est une série télévisée britannique en 21 épisodes de 30 minutes, créée par Richard Curtis et Paul Mayhew-Archer et diffusée entre le 10 novembre 1994 et le 11 mars 2005 sur le réseau BBC One. En France, la série a été diffusée à partir du 15 septembre 2006 sur Pink TV.

## Synopsis
Après la mort du vicaire Pottle survenue en plein office, les habitants du petit village de Dibley se préparent à accueillir son remplaçant, qu'ils espèrent jeune et énergique afin d'insuffler un peu de dynamisme à la paroisse. Quelle n'est pas leur surprise lorsque arrive l'irrévérencieuse Geraldine Granger, une femme vicaire ayant un goût prononcé pour le chocolat et les blagues douteuses...

## Distribution
- Dawn French : Geraldine Granger
- Gary Waldhorn : David Horton
- Emma Chambers : Alice Tinker
- James Fleet : Hugo Horton
- Roger Lloyd-Pack : Owen Newitt
- Trevor Peacock : Jim Trott
- John Bluthal (en) : Frank Pickle

## Récompenses
- BAFTA Award 1997 : Meilleure actrice comique pour Dawn French
- BAFTA Award 1998 : Meilleure actrice comique pour Emma Chambers

## Épisodes

### Première saison (1994-1997)
1. Titre français inconnu (Arrival)
2. Titre français inconnu (Songs of Praise)
3. Esprit de corps (Community Spirit)
4. Vitrail et météo (The Window and the Weather)
5. Élection (Election)
6. Nos amies les bêtes (Animals)
7. Le Lapin de Pâques (The Easter Bunny)
8. L'Affaire du repas de Noël (The Christmas Lunch Incident)
9. Titre français inconnu (Ballykissdibley)

### Deuxième saison (1997-1998)
1. Titre français inconnu (Engagement)
2. Titre français inconnu (Dibley Live)
3. Titre français inconnu (Celebrity Vicar)
4. Titre français inconnu (Love and Marriage)

### Hors saison (1999)
1. Titre français inconnu (Comic Relief Special)

### Troisième saison (1999-2000)
1. Titre français inconnu (Autumn)
2. Titre français inconnu (Winter)
3. Titre français inconnu (Spring)
4. Titre français inconnu (Summer)

### Hors saison (2004-2005)
1. Titre français inconnu (Merry Christmas)
2. Titre français inconnu (Happy New Year)
3. Titre français inconnu (Comic Relief Special)